# Frans Schoevaart
Franciscus (Frans) Schoevaart (Amsterdam, 27 juli 1884 - aldaar, 6 maart 1955) een Nederlands voetballer en sportbestuurder, vooral bekend als voorzitter van de Amsterdamse voetbalclub AFC Ajax van 1925 tot 1932.

## Vroege leven en spelerscarrière
Frans Schoevaart was actief als voetballer bij AFC Ajax van 1905 tot 1916. Hij speelde als rechtsback en stond bekend om zijn vurigheid op het veld. Tijdens zijn spelerscarrière kwam hij uit in ten minste 59 officiële wedstrijden voor de club, hoewel dit aantal waarschijnlijk hoger ligt vanwege beperkte beschikbare informatie over de seizoenen waarin Ajax in de tweede klasse speelde.

## Bestuurlijke carrière bij Ajax
Na zijn actieve spelerscarrière bleef Schoevaart betrokken bij Ajax en bekleedde hij diverse bestuursfuncties. In 1925 volgde hij Willem Egeman op als voorzitter van de club, een positie die hij tot 1932 bekleedde. Onder zijn leiding zette Ajax de lijn van professionalisering en groei voort die onder zijn voorganger was ingezet.

## Familie en nalatenschap
Hij was zoon van Agnes Catharina van Wel en Henri Jacobus Schoevaart. Hij was tussen 1917 en 1931 (overlijden) getrouwd met Jansje Bastiaantje Rijsdijk. Frans was van huis uit elektricien en handelaar in antiek. Hij werd begraven op De Nieuwe Ooster.
De familie Schoevaart speelde een prominente rol binnen Ajax. Frans' broer, Jan Schoevaart, was penningmeester en vicevoorzitter van de club, en zijn zoon, Wim Schoevaart, werd in 1930 lid van Ajax en groeide uit tot een clubicoon. Alle drie (Frans, Jan, Wim) werden later benoemd tot erelid van Ajax vanwege hun verdiensten voor de club.